# Gruta das Encantadas

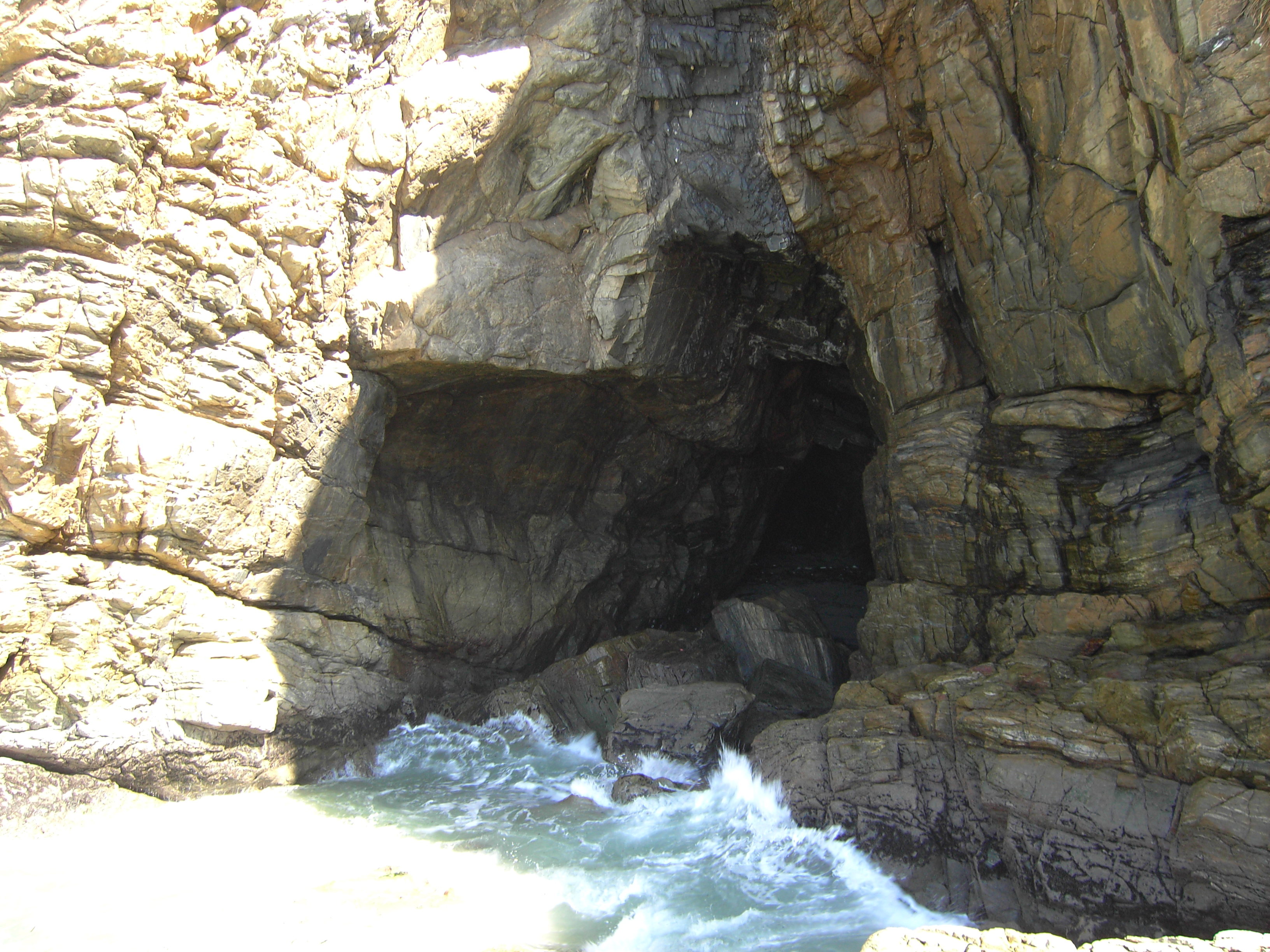
Gruta das encantadas

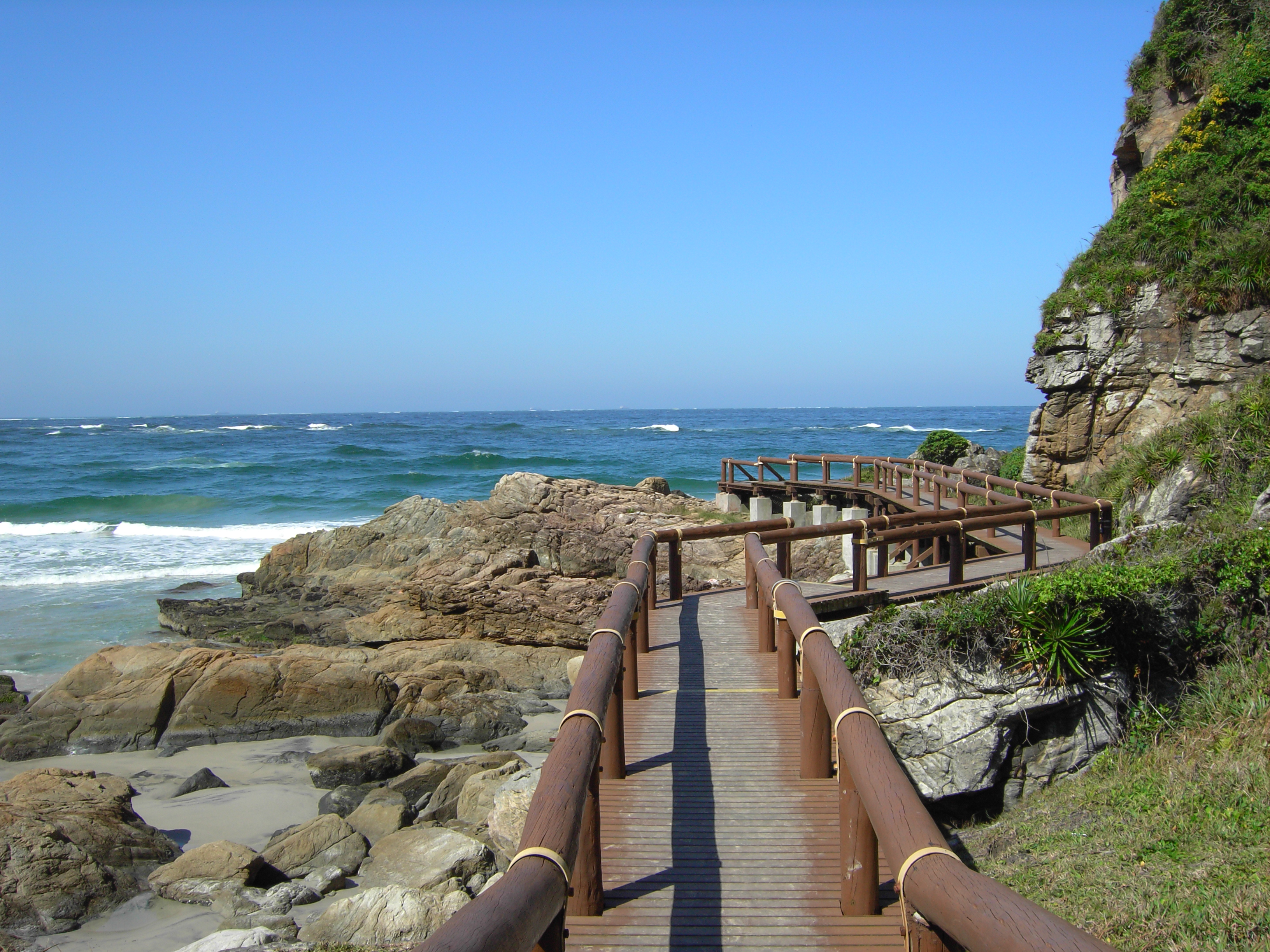
Passarela para a Gruta das Encantadas

A Gruta das Encantadas é uma gruta localizada no sul da Ilha do Mel, no Paraná, Brasil. É um patrimônio natural e esta inserida no "Morro da Gruta", formado por um tipo de rocha chamado migmatito, É dividido por um veio de rocha negra, o diabásio, e se formou pela ação do mar sobre o diabásio, menos resistente que o migmatito. 
Para facilitar o acesso, foi construída uma passarela que leva até a sua entrada.

## Nome
O nome da gruta vem de uma lenda que afirma que sereias habitavam a gruta.